# Bologna Football Club 1956-1957
Questa voce raccoglie le informazioni riguardanti il Bologna Football Club nelle competizioni ufficiali della stagione 1956-1957.

## Stagione
Nella stagione 1955-1956 il Bologna ha disputato il campionato di Serie A, con 34 punti in classifica si è piazzato in sesta posizione, il titolo di campione d'Italia è andato al Milan di Gipo Viani che ha vinto il campionato con 48 punti, seconda la Fiorentina con 42 punti, terza la Lazio con 41 punti. Sono retrocesse la Triestina con 29 punti ed ultimo il Palermo con 22 punti.
Il Bologna perso l'allenatore Gipo Viani che è andato al Milan a vincere lo scudetto, si affida per questa stagione ad Aldo Campatelli e ottiene un buon sesto posto in classifica, Gino Pivatelli non si ripete, in questa stagione realizza 10 reti, un terzo della messe della scorsa stagione, Ezio Pascutti ne realizza 11 di goal, ma il miglior marcatore stagionale dei rossoblù con 12 centri è Cesarino Cervellati.

## Divise
| Casa | Trasferta | Portiere |

## Rosa
| N. |                      | Ruolo | Calciatore         |
| -- | -------------------- | ----- | ------------------ |
|    | Italia (bandiera)    | P     | Anselmo Giorcelli  |
|    | Italia (bandiera)    | P     | Attilio Santarelli |
|    | Italia (bandiera)    | D     | Fedele Greco       |
|    | Italia (bandiera)    | D     | Mirko Pavinato     |
|    | Italia (bandiera)    | D     | Battista Rota      |
|    | Italia (bandiera)    | D     | Bruno Capra        |
|    | Italia (bandiera)    | D     | Dino Ballacci      |
|    | Francia (bandiera)   | C     | Antoine Bonifaci   |
|    | Danimarca (bandiera) | C     | Axel Pilmark       |
|    | Italia (bandiera)    | C     | Vincenzo Gasperi   |

| N. |                      | Ruolo | Calciatore          |
| -- | -------------------- | ----- | ------------------- |
|    | Italia (bandiera)    | C     | Eugenio Fascetti    |
|    | Argentina (bandiera) | C     | René Seghini        |
|    | Italia (bandiera)    | A     | Cesarino Cervellati |
|    | Italia (bandiera)    | A     | Ezio Pascutti       |
|    | Italia (bandiera)    | A     | Francesco Randon    |
|    | Italia (bandiera)    | A     | Ugo Pozzan          |
|    | Italia (bandiera)    | A     | Gino Pivatelli      |
|    | Italia (bandiera)    | A     | Giulio Bonafin      |
|    | Italia (bandiera)    | A     | Domenico La Forgia  |
|    | Italia (bandiera)    | A     | Giuseppe Malavasi   |

## Risultati

### Serie A

#### Girone di andata
| Arbitro: | Orlandini (Roma) |

|            |           |            |
| Pellis 13’ | Marcatori | 21’ Randon |

| Arbitro: | Kainer |

|                |           |                              |
| Cervellati 26’ | Marcatori | 22’ Bredesen 78’ Carlo Galli |

| Arbitro: | Lo Bello (Siracusa) |

|                                 |           |                          |
| Bassetto 29’, 50’ Annovazzi 61’ | Marcatori | 16’ Pozzan 90’ Pivatelli |

| Arbitro: | Liverani (Torino) |

|                                          |           |               |
| Pivatelli 22’ Cervellati 70’ Bonafin 80’ | Marcatori | 50’ Selmosson |

| Napoli 14 ottobre 1956 5ª giornata | Napoli              | 0 – 0 | Bologna | Stadio del Vomero\| Arbitro: \| Lo Bello (Siracusa) \| |
| Arbitro:                           | Lo Bello (Siracusa) |       |         |                                                        |

| Arbitro: | Kainer |

|                          |           |                |
| Montuori 80’ Gratton 82’ | Marcatori | 25’ Cervellati |

| Arbitro: | Grillo (Napoli) |

|             |           |           |
| Bonafin 15’ | Marcatori | 25’ Luosi |

| Arbitro: | Grill |

|                                        |           |  |
| Pozzan 70’ Cervellati 74’ Pascutti 88’ | Marcatori |  |

| Trieste 25 novembre 1956 9ª giornata | Triestina        | 0 – 0 | Bologna | Stadio Giuseppe Grezar\| Arbitro: \| Orlandini (Roma) \| |
| Arbitro:                             | Orlandini (Roma) |       |         |                                                          |

| Arbitro: | Pieri (Trieste) |

|              |           |                                    |
| Pascutti 43’ | Marcatori | 55’ (aut.) Pavinato 89’ Bonistalli |

| Arbitro: | Campanati (Milano) |

|                                        |           |            |
| Boniperti 25’, 65’ Bonifaci 75’ (aut.) | Marcatori | 86’ Pozzan |

| Arbitro: | Piemonte (Monfalcone) |

|                                       |           |                   |
| Pivatelli 27’ (rig.) 82’ Pascutti 86’ | Marcatori | 53’ (rig.) Frizzi |

| Arbitro: | Righi (Milano) |

|            |           |                       |
| Vicini 75’ | Marcatori | 40’ (aut.) Bernasconi |

| Arbitro: | Moriconi (Roma) |

|               |           |                  |
| Pivatelli 39’ | Marcatori | 34’ (aut.) Greco |

| Arbitro: | Righi (Milano) |

|               |           |                                                     |
| Fontanesi 47’ | Marcatori | 69’, 80’ Pascutti 72’ Pivatelli 82’, 86’ Cervellati |

| Arbitro: | Grillo (Napoli) |

|                           |           |                                 |
| Campagnoli 29’ Dorigo 45’ | Marcatori | 23’ (aut.) Fongaro 75’ Pascutti |

| Arbitro: | Piemonte (Monfalcone) |

|               |           |  |
| Pivatelli 16’ | Marcatori |  |

#### Girone di ritorno
| Bologna 3 febbraio 1957 18ª giornata | Bologna      | 0 – 0 | Torino | Stadio Renato Dall'Ara\| Arbitro: \| Coppa (Como) \| |
| Arbitro:                             | Coppa (Como) |       |        |                                                      |

| Arbitro: | Seipelt |

|          |           |  |
| Bean 28’ | Marcatori |  |

| Arbitro: | Jonni (Macerata) |

|                |           |  |
| Cervellati 65’ | Marcatori |  |

| Arbitro: | Rigato (Mestre) |

|                                         |           |                            |
| Vivolo 35’ Selmosson 37’ Muccinelli 57’ | Marcatori | 55’, 81’ (rig.) Cervellati |

| Arbitro: | Bonetto (Torino) |

|                            |           |                 |
| Cervellati 64’ Bonafin 69’ | Marcatori | 71’ (rig.) Moro |

| Arbitro: | Grill |

|                                          |           |                         |
| Rosetta 11’ (aut.) Cervellati 43’ (rig.) | Marcatori | 26’ Virgili 88’ Julinho |

| Arbitro: | Jonni (Macerata) |

|                   |           |              |
| Vernazza 61’, 77’ | Marcatori | 85’ Pascutti |

| Arbitro: | Pribyl |

|             |           |  |
| Novelli 64’ | Marcatori |  |

| Bologna 31 marzo 1957 26ª giornata | Bologna             | 0 – 0 | Triestina | Stadio Renato Dall'Ara\| Arbitro: \| Lo Bello (Siracusa) \| |
| Arbitro:                           | Lo Bello (Siracusa) |       |           |                                                             |

| Arbitro: | Marchetti (Bologna) |

|          |           |            |
| Mari 20’ | Marcatori | 29’ Pozzan |

| Arbitro: | Roman |

|                    |           |  |
| Robotti 83’ (aut.) | Marcatori |  |

| Arbitro: | Piemonte (Monfalcone) |

|                                                 |           |                          |
| Leoni 15’ Abbadie 23’ Corso 28’ Frizzi 36’, 76’ | Marcatori | 25’ Pozzan 60’ Pivatelli |

| Arbitro: | Marchetti (Milano) |

|                                               |           |                        |
| Cervellati 2’ Pivatelli 11’ Pascutti 27’, 68’ | Marcatori | 25’ Firmani 42’ Ocwirk |

| Arbitro: | Ferrari (Milano) |

|                                 |           |              |
| Manente 68’ (rig.) Lojacono 80’ | Marcatori | 76’ Bonifaci |

| Arbitro: | Bonetto (Torino) |

|                                    |           |                             |
| Pascutti 32’, 66’ Bonafin 36’, 48’ | Marcatori | 5’ Lindskog 69’, 77’ Secchi |

| Arbitro: | Adami (Roma) |

|                                      |           |                    |
| Bonafin 16’ Pozzan 38’ Pivatelli 77’ | Marcatori | 5’, 52’ Vonlanthen |

| Arbitro: | Grignani (Milano) |

|                            |           |                             |
| Barbolini 11’ Da Costa 43’ | Marcatori | 25’, 44’ Pozzan 51’ Bonafin |

## Statistiche

### Statistiche di squadra
| Competizione | Punti | In casa | In casa | In casa | In casa | In casa | In casa | In trasferta | In trasferta | In trasferta | In trasferta | In trasferta | In trasferta | Totale | Totale | Totale | Totale | Totale | Totale | DR |
| Competizione | Punti | G       | V       | N       | P       | Gf      | Gs      | G            | V            | N            | P            | Gf           | Gs           | G      | V      | N      | P      | Gf     | Gs     | DR |
| ------------ | ----- | ------- | ------- | ------- | ------- | ------- | ------- | ------------ | ------------ | ------------ | ------------ | ------------ | ------------ | ------ | ------ | ------ | ------ | ------ | ------ | -- |
| Serie A      | 35    | 17      | 10      | 5       | 2       | 31      | 18      | 17           | 2            | 6            | 9            | 23           | 30           | 34     | 12     | 11     | 11     | 54     | 48     | +6 |

### Statistiche dei giocatori
| Giocatore     | Serie A  | Serie A |
| Giocatore     | Presenze | Reti    |
| ------------- | -------- | ------- |
| D. Ballacci   | 8        | 0       |
| G. Bonafin    | 17       | 7       |
| A. Bonifaci   | 32       | 1       |
| B. Capra      | 11       | 0       |
| C. Cervellati | 30       | 12      |
| E. Fascetti   | 5        | 0       |
| V. Gasperi    | 9        | 0       |
| A. Giorcelli  | 31       | -42     |
| F. Greco      | 32       | 0       |
| D. La Forgia  | 5        | 0       |
| G. Malavasi   | 1        | 0       |
| E. Pascutti   | 27       | 11      |
| M. Pavinato   | 32       | 0       |
| A. Pilmark    | 30       | 0       |
| G. Pivatelli  | 24       | 10      |
| U. Pozzan     | 25       | 8       |
| F. Randon     | 26       | 1       |
| B. Rota       | 23       | 0       |
| A. Santarelli | 3        | -6      |
| R. Seghini    | 3        | 0       |